# Карраско, Мария
Мари́я Карра́ско (исп. María Carrasco; род.  15 июля 1995) — испанская певица.
Крупнейшим успехом в её карьере остаётся дебютный альбом Hablando con la Luna, изданный ей в 11 лет. Он достиг 7 места в испанском национальном альбомном чарте. В этот альбом, помимо прочего, входила песня «Abuelo» («Дедушка»), которая была первым синглом юной певицы.

## Биография
Мария Карраско родилась 15 июля 1995 года в маленьком городке в Андалусии (на юге Испании) под названием Торресера.
Уже к восьми годам пением Марии в стиле фламенко восхищались окружающие, так что её подбили принять участие в испанском детском телевизионном конкурсе талантов Veo Veo. Заняв 1 место в региональной программе, она вышла в национальный финал 2004 года, где стала четвёртой.
Через год после того конкурса, в 2005 году, с ней связались продюсеры известной детской программы Menuda Noche (на канале Canal Sur, с ведущим Хуаном и Медио). Она не только там выступила, но и быстро стала в ней регулярным актом.
Летом того же 2005 года к Марие пошли предложения выступать на различных фестивалях в Андалусии. На этих фестивалях она встретила ряд важных людей из мира фламенко.
В 2006 году кинорежиссёр Давид Серрано предложил ей сыграть одну из главных ролдей в фильме Dias de Cine, который он готовился снимать. В этом фильме она не только играла, но и спела две песни — «Falsa Moneda» и «Siete Cascabeles».
В 2007 году у неё вышел дебютный альбом Hablando con la Luna. Он произвёл впечатление на испанскую публику и достиг высокого места в испанском хит-параде.

## Дискография

### Альбомы
| № | Название             | Подробнее                                                     | Чарты |
| № | Название             | Подробнее                                                     | SPA   |
| - | -------------------- | ------------------------------------------------------------- | ----- |
| 1 | Hablando con la luna | - Выпущен: 12 января 2007 - Лейбл: Senador - Формат(ы): CD    | 7     |
| 2 | Soñando despierta    | - Выпущен: 10 декабря 2007 - Лейбл: Senador - Формат(ы): CD   | 49    |
| 3 | Entre tu y yo        | - Выпущен: 16 мартв 2009 - Лейбл: Senador - Формат(ы): CD     |       |
| 4 | Pequeño deseo        | - Выпущен: 28 февраля 2012 - Лейбл: Universal - Формат(ы): CD | 35    |
| 5 | Misterios de mi alma | - Выпущен: 28 апреля 2014 - Лейбл: Karonte - Формат(ы): CD    |       |